# Jonathan McCully
Jonathan McCully (ur. 25 lipca 1809, zm. 2 stycznia 1877) – kanadyjski polityk II poł. XIX w., związany z Nową Szkocją. Był uczestnikiem konferencji w Charlottetown i w Quebecu. Zaliczany jest do grona Ojców Konfederacji.
Urodził się w farmerskiej rodzinie w Nowej Szkocji. Po ukończeniu szkoły rozpoczął pracę na farmie, jednocześnie pracując jako nauczyciel w latach 1828 i 1830. Jednym z uczniów McCully’ego był Charles Tupper. Pieniądze zebrane w ten sposób pozwoliły mu ukończyć studia prawnicze. W 1837 rozpoczął praktykę prawniczą w Amherst.
McCully związany był z liberałami. Udzielał się w publicystyce politycznej, pisząc do Acadian Recorde i Morning Chronicle. Gdy w 1860 liberałowie pod wodzą Josepha Howe zdobyli władzę, McCully został mianowany prokuratorem generalnym Dominium Nowej Szkocji.
Pomimo faktu, że był jednym z czołowych polityków Nowej Szkocji, nie został początkowo zaproszony do uczestnictwa w konferencji w Charlottetown. Ostatecznie udał się na nią, gdy niespodziewanie opróżniło się jedno miejsce. Początkowo nie był wielkim entuzjastą konfederacji, jednak wkrótce przekonał się do korzyści płynących z przynależności do nowego państwa. Od tego momentu stał się niestrudzonym propagatorem przystąpienia Nowej Szkocji do Konfederacji, często publikując prokonfederacyjne artykuły na łamach Morning Chronicle i The Unionist & Halifax Journal. Jako jeden z nielicznych nowoszkockich zwolenników zjednoczenia wziął także udział w konferencji londyńskiej. W 1867 w nagrodę za swe poparcie został mianowany senatorem, a w 1870 został sędzią Sądu Najwyższego Nowej Szkocji.